# Shigeru Oda
Shigeru Oda (小田 滋, Oda Shigeru, né le 22 octobre 1924 à Sapporo au Japon) est un juriste japonais et juge à la Cour internationale de justice de 1976 à 2003, lorsqu'il prend sa retraite. Son principal domaine d'expertise est le droit de la mer.
Il obtient son diplôme de droit de l'université de Tokyo en 1947 et son doctorat en droit de la Yale Law School en 1953.

## Publications (sélection)
- 1962, 89 : International Control of Sea Resources,  (ISBN 978-9024738007)
- 1972, 74 : The International Law of the Ocean Development, twee delen, Leiden, aanvulling met losse bladeren vanaf 1978,  (ISBN 978-9028601222)
- 1977 : The law of the sea in our time, twee delen,  (ISBN 978-9028602779)
- 1979 : International Law of the Resources of the Sea,  (ISBN 978-9028603998)
- 1982 : Practice of Japan in International Law. 1961-1970, met Hisashi Owada; Kazuya Hirobe,  (ISBN 978-0860083016)
- 1995 : The international court of justice viewed from the bench (1976-1993) / International co-operation and protection of children with regard to intercountry adoption,  (ISBN 978-9041100870)
- 2003 : Principles of European Contract Law, 2 delen,  (ISBN 978-9041120243)
- 2003 : Fifty Years of the Law of the Sea: With a Special Section on the International Courts of Justice,  (ISBN 978-9041121769)

## Sources de la traduction
- (en)/(nl) Cet article est partiellement ou en totalité issu des articles intitulés en anglais « Shigeru Oda » (voir la liste des auteurs) et en néerlandais « Shigeru Oda » (voir la liste des auteurs).